# Helligtrekongers aften
Helligtrekongers aften (russisk: Двенадцатая ночь) er en sovjetisk spillefilm fra 1955 af Jan Frid.

## Medvirkende
- Klara Lutjko som Viola/Sebastian
- Alla Larionova som Olivia
- Vadim Medvedev som Duke Orsino
- Mikhail Jansjin som Toby Belch
- Georgij Vitsin som Andrew Aguecheek